# Музей на маслината и зехтина (Ормос Прину)
Музеят на маслината и зехтина (на гръцки: Μουσείο Ελιάς και Ελαιολάδου) се намира в северната част на село Ормос Прину на остров Тасос, в непосредствена близост до пристанището на Принос. 

## Описание
Музеят е създаден от собствениците на компанията „Биологичен зехтин Тасос“ за производство на зехтин. Разположен е в съвременна сграда с експозиционна площ от 400 м2.  Експозицията включва различни съоръжения за производство на зехтин и фотографска изложба в следните раздели:
- представяне на различните сортове маслини
- снимки и схеми на начините за получаване на зехтин, както е било в период от 6000 години
- отражението на маслините и зехтина в културата на гърците в живописта, керамиката, скулптурата, накитите, и т.н.
- исторически свидетелства за връзката на маслините и зехтина с гърците и икономическия живот в Гърция. Според исторически изследвания маслината и зехтина са част от живота, историята и културата на гърците и остров Тасос.

Около музея е създадена ботаническа градина, която включва над 40 вида сортове от съществуващите 163 известни по света.
Към музея има шоурум с представяне на видеоклипове на интересни обекти от историята на маслината и как се произвежда качествен зехтин.
Прави се и дегустация на различни видове зехтин, за да се запознаят туристите с разлика в качеството на зехтина и неговите характеристики.
До музея има съвременна фабрика за производство на зехтин, който не е отворен за посещения. Също така край него са открити останки от древна сграда за съхранение на зехтин.